# Kernkraftwerk Obrigheim
Das stillgelegte Kernkraftwerk Obrigheim (kurz KWO) liegt in Obrigheim am Neckar im Neckar-Odenwald-Kreis und ist mit einem leichtwassermoderierten Druckwasserreaktor ausgerüstet. Die elektrische Bruttoleistung des Kraftwerkes betrug 357 MW. Am 22. September 1968 wurde der Reaktor erstmals kritisch. Die Anlage wurde am 11. Mai 2005 endgültig abgeschaltet. Bis 2030 soll die Anlage komplett rückgebaut sein.

## Geschichte

### Planung

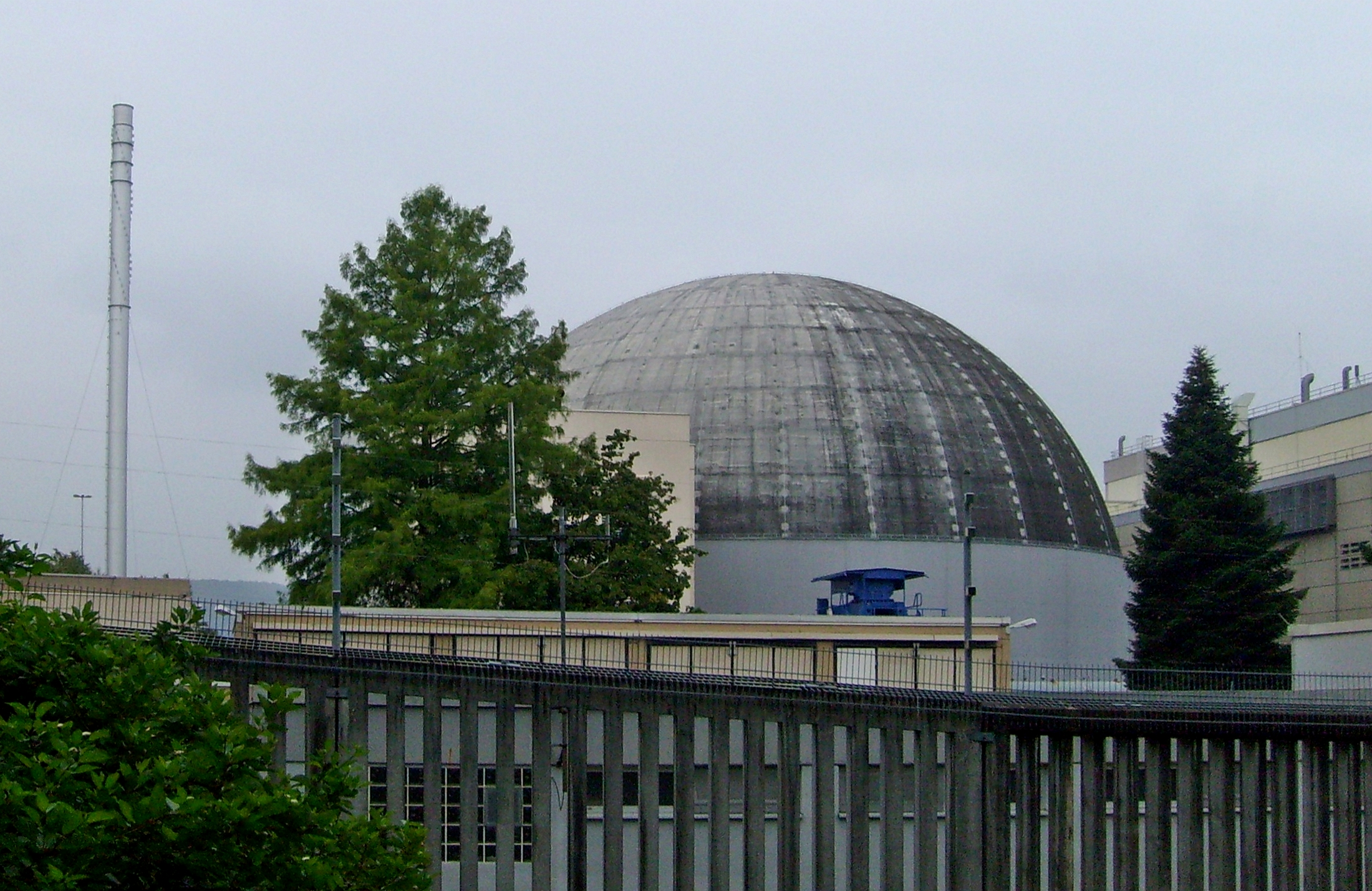
Das Reaktorgebäude (2008)

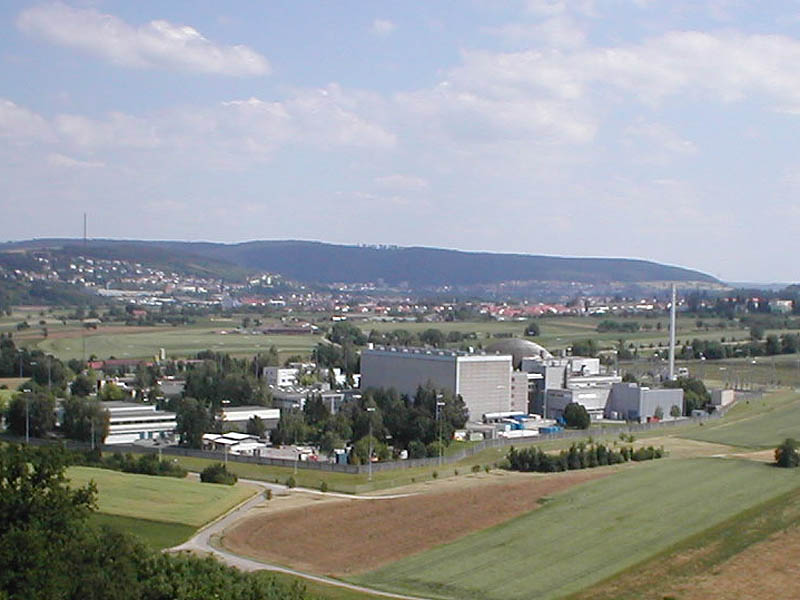
Blick auf das Kernkraftwerk (2007)

Am 5. Mai 1955 wurde die Bundesrepublik Deutschland mit dem Inkrafttreten der Pariser Verträge souverän und durfte sich wieder mit der friedlichen Nutzung der Kernenergie beschäftigen. Besonders die weiter entfernt vom Ruhrgebiet liegenden Bundesländer Bayern und Baden-Württemberg waren an der Nutzung der Kernenergie zur Stromerzeugung interessiert. Bereits 1957 wurde in Baden-Württemberg die Arbeitsgemeinschaft Kernkraft Stuttgart (AKS) gegründet, deren Vorsitz der damalige baden-württembergische Wirtschaftsminister Hermann Veit (SPD) übernahm. Ziel der Arbeitsgemeinschaft sollte die Planung und Errichtung eines Kernreaktors in Baden-Württemberg sein. Dazu hatte man jeweils vier Angebote von britischen und US-amerikanischen Firmen eingeholt. Besonders interessiert war man an dem britischen gasgekühlten Calder-Hall-Reaktor.
Im Frühjahr 1959 entschied sich die AKS für einen Exoten unter den Leistungsreaktoren, den organisch moderierten und gekühlten Reaktor (OMRE). Dieser von der amerikanischen Firma Atomics International entwickelte Reaktor wurde in Zusammenarbeit mit der deutschen Demag angeboten. Zu diesem Zeitpunkt lagen keine Erfahrungen mit dem OMRE im oberen Leistungsbereich vor. Am 21. Oktober 1960 wurde die AKS in die Kernkraftwerk Baden-Württemberg Planungsgesellschaft mbH (KBWP) überführt. Die KBWP beauftragte Anfang 1961 die BBC in Mannheim mit der Konstruktion des konventionellen Kraftwerkteils und legte als Standort für die 150-MW-Anlage ein Gelände am linken Neckarufer nördlich der Gemeinde Obrigheim fest.
Nachdem man sich zweimal bei der EURATOM um finanzielle Förderung bemüht hatte, traten in den USA mit dem organisch gekühlten Demonstrationsreaktor im Kernkraftwerk Piqua, Ohio technische Probleme auf. Insbesondere die Ablagerung organischer Masse auf der Brennstaboberfläche, das sog. Fouling, sowie die thermische und radiolytische Zersetzung der organischen Mischung Diphenyl/Terphenyl bereiteten erhebliche Schwierigkeiten. Ende 1962 wurde das Projekt OMRE schließlich aufgegeben und man entschied sich für den bereits in den USA bewährten Leichtwasserreaktor. Daraufhin reichten die AEG in Zusammenarbeit mit General Electric und Siemens in Zusammenarbeit mit Westinghouse Angebote für einen Leichtwasserreaktor ein. Die AEG lieferte detaillierte Unterlagen für einen Siedewasserreaktor, während die Siemens-Schuckertwerke einen Druckwasserreaktor vorstellten. Im Sommer 1964 entschied sich KBWP für den Siemens-Druckwasserreaktor. Das Angebot war bei einer garantierten Nettoleistung von rund 283 MW am überzeugendsten.
Im Jahr 1977 erwarb die Kernkraftwerk Obrigheim GmbH das Gelände des Kirstetter Hofes, das ca. 3 km südlich des Kraftwerksstandorts liegt. Es sollte als möglicher Standort für einen zweiten Kraftwerksblock dienen.

### Bau

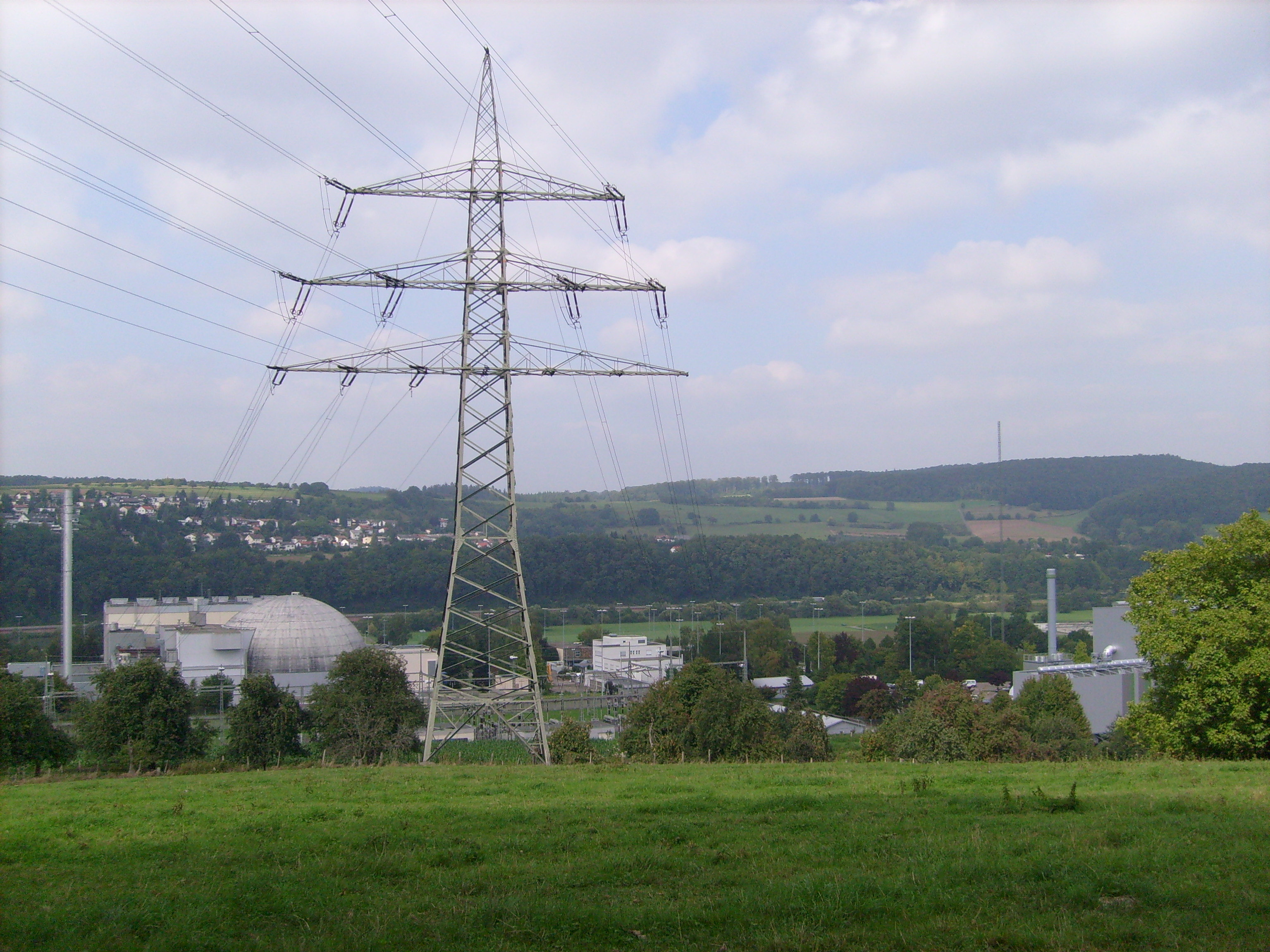
Das Kernkraftwerk Obrigheim (links) und das nach dessen Abschaltung erbaute – zum Aufnahmezeitpunkt (2008) noch in Bau befindliche – Biomassekraftwerk (rechts)

Am 16. Juli 1964 wurde gemäß § 7 Atomgesetz die atomrechtliche Genehmigung beantragt. Voraussetzung für diese Genehmigung war der Schutz der Bevölkerung dahingehend, dass selbst für den Auslegungsstörfall (GAU) eine Evakuierung nicht nötig sein würde. Das Volldruck-Containment der Siemens-Anlage wurde bezüglich des GAU sehr positiv beurteilt. Im Herbst 1964 wurde die Kernkraftwerk Obrigheim GmbH (KWO) als Bauherr und zukünftiger Betreiber mit 13 Gesellschaftern gegründet. Als Hauptgesellschafter fungierten die Energie-Versorgung Schwaben mit 35 % und das Badenwerk mit 28 %. Das Stammkapital belief sich auf etwa 100 Millionen Deutsche Mark. Der Liefervertrag zwischen Siemens und KWO wurde am 12. März 1965 unterzeichnet. Sofort begannen in Obrigheim die umfangreichen Bauarbeiten. Die Witterungsbedingungen im Jahr 1965 waren alles andere als günstig. Außerdem führten Fertigungsschwierigkeiten einzelner Komponenten und Aggregate zu Verzögerungen, die aber aufgrund flexibler Arbeitsweise und zügiger Montage seitens der E-Technik aufgefangen werden konnten. So konnte nach nur 28 Monaten Bauzeit mit der Inbetriebnahme einzelner Anlagenteile begonnen werden.
Einzelne Komponenten wurden während der Bauzeit zwecks einfacherer Fertigung geändert. So wurde die Wandstärke des Reaktordruckbehälters durch realistischere Auslegung reduziert. Trotzdem wurde für diesen Druckbehälter noch ein thermischer Schild vorgesehen, der bei späteren Druckwasserreaktoranlagen (Stade, Biblis) entfiel.
Auch wenn sich KWO eng am amerikanischen Kernkraftwerk Yankee Rowe orientierte, wurden seitens Siemens doch einige entscheidende Verbesserungen gegenüber der Westinghouse-Anlage vorgenommen. So wurde ein während des Betriebs begehbares Volldruck-Containment (Sicherheitsbehälter) errichtet. Weitere Änderungen betrafen den Primärkreis (wellengedichtete Pumpen anstelle von Spaltrohrmotorpumpen) und die Reaktoreinbauten sowie die Kernregelung (Steuerstabfinger, langsame Regelung mittels Borsäure).
Dampfkraftanlage, Turbogenerator und Leittechnik wurden von Siemens selbst konstruiert. Die Hochspannungsschaltanlagen wurden im Mai 1967 in Betrieb genommen. Im August 1967 konnte die Montage des Primärkreises mit der Druckprobe abgeschlossen werden.
Der erste bis vierte Warmprobebetrieb mit Aufheizung durch die Hauptkühlmittelpumpen fand von November 1967 bis Februar 1968 statt. Dabei wurden umfangreiche Schwingungsversuche und Erprobungen an der Reaktorregelung und am Reaktorschutzsystem durchgeführt. Die erste Kernbeladung verlief planmäßig und ohne Schwierigkeiten. Mit den neuen Systemen mussten erst noch Erfahrungen gesammelt werden.
Aufgrund von Schwingungsproblemen beim thermischen Schild verzögerte sich die nukleare Inbetriebnahme. Danach wurde der Reaktordruckbehälter entladen und die Einbauten nochmals überprüft. Nach Kalibrierung der Reaktorinstrumentierung und Einstellung des Reaktorschutzsystems wurde der Reaktor am 14. Juni 1968 erstmals mit Brennelementen bestückt und mit Borsäure vergiftet. Danach wurde ein unterkritischer Warmprobebetrieb durchgeführt und anschließend der Reaktor entladen. Ende Juni 1968 wurde die Prozessrechneranlage in Betrieb genommen und die Software überprüft. Im Juli und August 1968 wurden die Reaktoreinbauten und das Druckgefäß für den Nuklearbetrieb freigegeben und das Notkühlsystem abgenommen.
Vor dem zweiten Beladen des Reaktorkerns wurden Bestrahlungsproben aus Kesselwerkstoff zwischen thermischen Schild und Reaktordruckbehälterwand eingebaut, um die spätere Werkstoffversprödung durch Neutronen zu prüfen. Auch nach der zweiten Beladung wurde der Reaktor mit Borsäure zunächst im unterkritischen Zustand gehalten. Zwei He-3-Zählrohre überwachten die Multiplikation. Zum Einstellen der äußeren Messkammern wurden zwei Polonium-Beryllium-Quellen eingesetzt.
Um den Reaktor kritisch zu machen, d. h. die Kettenreaktion einzuleiten, wurden die Steuerelemente bis auf ein Drittel Eintauchtiefe ausgefahren und die Borsäurekonzentration im Kühlmittel durch zunehmendes Einspeisen von Deionat kontinuierlich verringert. Am 21. September 1968 begann man bei einer Borkonzentration von etwa 3.000 ppm mit der stündlichen Verringerung der Konzentration um etwa 180 ppm.

### Betrieb

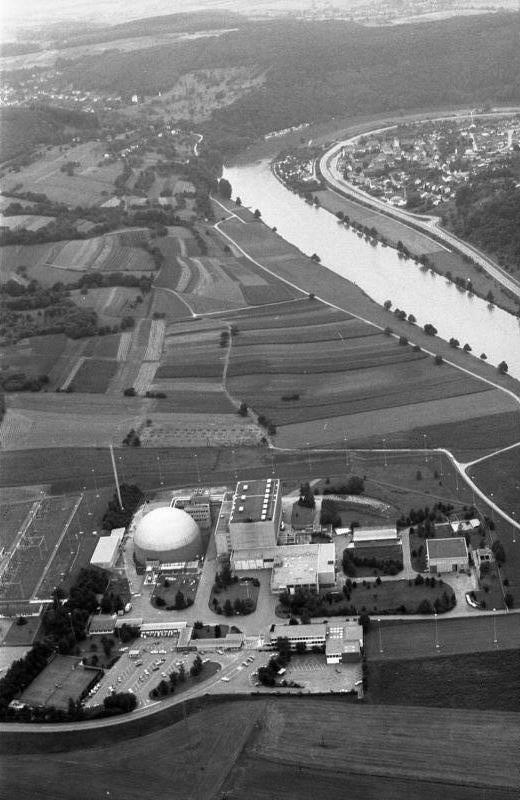
Luftbild des Kernkraftwerks (1979)

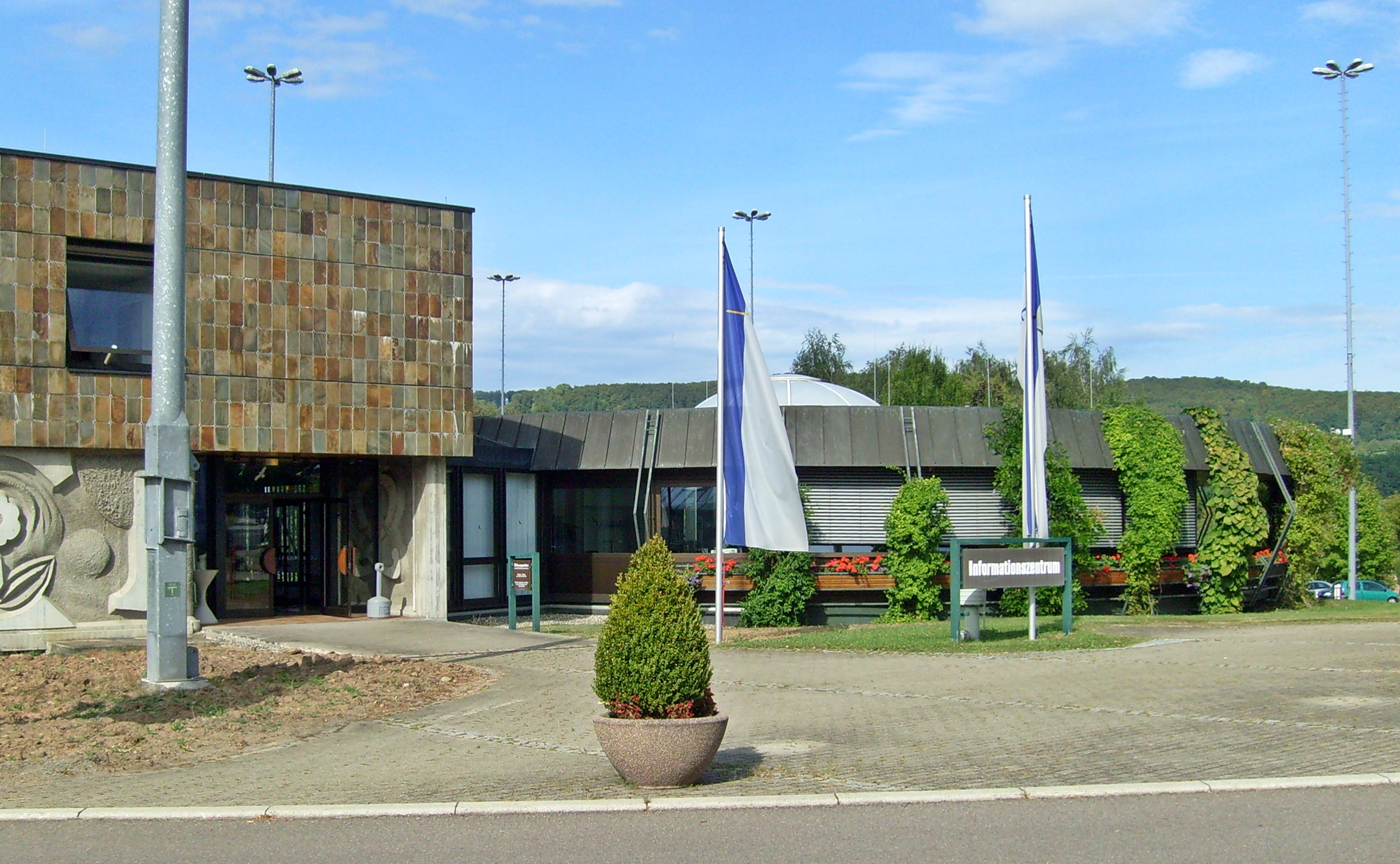
Informationszentrum des Kernkraftwerks (2009)

Am 22. September 1968, morgens um 5:45 Uhr, wurde der Reaktor des KWO bei einer Borkonzentration von 1.714 ppm erstmals kritisch. Die erste Synchronisation des Turbogenerators und die erste Stromlieferung von KWO in das Verbundnetz erfolgten am 29. Oktober 1968 um 18:45 Uhr. Der kommerzielle Leistungsbetrieb begann am 31. März 1969. Geschäftsführer der Kernkraftwerk Obrigheim GmbH ab 1969 war der Betriebswirt Paul Dangelmaier (* 1932). Bereits kurz nach der Inbetriebnahme des Kraftwerks wurden 1969 die Planungen für einen zweiten Kraftwerksblock aufgenommen, die aber 1977 wieder verworfen wurden. Ende 1979 wurde die elektrische Nettoleistung von 280 MW auf 328 MW erhöht. In der Zwischenzeit traten vermehrt Leckagen an den U-Rohren der Dampferzeuger aus Inconel-600 infolge Spannungsrisskorrosion auf. Bereits 1971 trat ein massiver Heizrohrschaden mit einer Leckrate von 3.000 Liter pro Stunde auf, welcher zu einer Reaktorschnellabschaltung führte. Deshalb wurden 1976 zwei neue Dampferzeuger mit U-Rohren aus Incoloy-800 geliefert. Diese wurden aber erst 1983 eingebaut, nachdem zu viele Rohre gestopft worden waren. Eine weitere Leistungssteigerung auf 357 MW erfolgte nach Verbesserung der Turbinenbeschaufelung im Jahr 1984.
Im Bereich des Strahlen- und Brandschutzes erfolgten zahlreiche Verbesserungen. So wurden in den ersten Betriebsmonaten zusätzliche Strahlenabschirmungen eingebaut und der Brandschutz, insbesondere im nuklearen Bereich, nachgerüstet. Bis 1973 kam es zu einem spürbaren Anstieg der Radioaktivität im Primärkreis infolge einer Ablagerung aktivierter Korrosionsprodukte (z. B. Cobalt-60). Zur Anhebung des pH-Wertes im Reaktorkühlmittel wurde deshalb ab 1971 Lithiumhydroxid zudosiert, welches sich auch bei den folgenden Druckwasserreaktoren der Kraftwerk Union bewährte. Auch die Radioaktivitätsabgaben über Abluft und Abwasser mussten verbessert werden. Durch Einbau zusätzlicher Filter, insbesondere Absorptionsfilter für radioaktives Iod, verbesserte Wasserchemie und verschiedene Abdichtungen an Armaturen und Aggregaten, konnte die Abgabe von Radioaktivität an die Umwelt deutlich gesenkt werden.
Belastungsanalysen zeigten, dass einige Komponenten und Messeinrichtungen den Anforderungen des Auslegungsstörfalls (GAU) nicht ganz genügten. Die Dampferzeuger mussten mit Kippsicherungen zusätzlich abgestützt und wichtige Mess-, Steuer- und Regeleinrichtungen durch robustere Teile ersetzt werden. Um die Notstromversorgung zu entlasten, wurden die Sicherheitseinspeisepumpen-Aggregate zusätzlich mit Dieselmotoren versehen.
Anfang der achtziger Jahre wurde von der Reaktorsicherheitskommission die Errichtung eines Notstandssystems gegen äußere Einwirkungen gefordert. Daraufhin wurde 1982 ein Notstandsgebäude fertiggestellt. Das gegen Erdbeben, Explosionen und Flugzeugabstürze gesicherte Notstandsgebäude beinhaltet zusätzliche Notstrom- und Notspeiseaggregate sowie eine Notsteuerstelle.
Ein Rechtsgutachten von Prof. Wahl stellte 1989 die fehlende Dauerbetriebsgenehmigung des Kernkraftwerkes Obrigheim fest. Dies führte ein Jahr später zur vorübergehenden Stilllegung des Kraftwerkes. 1991 konnte die Anlage wieder angefahren werden.
Die fehlende Dauerbetriebsgenehmigung wurde erst 1996 durch das Ministerium für Umwelt, Naturschutz und Verkehr Baden-Württemberg erteilt. Trotzdem gingen die heftigen Kontroversen in Politik und Öffentlichkeit weiter.
1999 wurde ein als Nasslager geführtes Zwischenlager für 980 abgebrannte Brennelemente mit etwa 286 Tonnen Schwermetallgewicht in Betrieb genommen. Um dieses zu ersetzen, hat die EnBW Kernkraft GmbH die Errichtung eines Trockenlagers für die Lagerung von insgesamt maximal 342 bestrahlten Brennelementen in insgesamt 15 Transportbehältern der Behälterbauart CASTOR 440/84 beantragt. Das Lager soll in einer 35 m langen, 18 m breiten und 17 m hohen Halle aus Stahlbeton mit einer Wandstärke von etwa 85 cm und einer Deckenstärke von etwa 55 cm eingerichtet werden. Die vorher von der EnBW geplante Aufbewahrung der Behälter unter einzelnen Betonumhausungen wurde nach Sicherheitsbedenken des Bundesamtes für Strahlenschutz (BfS) wieder zurückgezogen. Im Rahmen des Genehmigungsverfahrens fand im Sommer 2008 die zweimonatige öffentliche Auslegung der Unterlagen statt, wobei etwa 900 Personen Einwendungen erhoben haben.
In der 37 Jahre langen Betriebszeit des Reaktors waren 267 meldepflichtige Ereignisse aufgetreten.

### Stilllegung
Im Juni 2000 leitete die damalige rot-grüne Bundesregierung (Kabinett Schröder I) den Atomkonsens und damit einen Ausstieg aus der Kernenergie in die Wege. Obrigheim hätte nach dieser Vereinbarung bereits im Dezember 2002 abgeschaltet werden sollen.
Um die Abschaltung des KWO zu verzögern, beantragte der Betreiber des Kernkraftwerkes, die EnBW, am 26. September 2002 die Übertragung einer Reststrommenge von 15.000 Gigawattstunden von Neckarwestheim-2 auf Obrigheim. Schließlich wurde vom Bundesumweltministerium eine Reststromübertragung in Höhe von 5.500 Gigawattstunden von Philippsburg-1 nach KWO genehmigt, wodurch sich die Laufzeit des KWO um etwa zweieinhalb Jahre verlängerte. Die Laufzeit von Philippsburg-1 verringerte sich wegen der höheren Nettoleistung des Reaktors nur geringfügig. Unabhängig von der übertragenen Reststrommenge wurde die Stilllegung des KWO spätestens bis zum 15. November 2005 gesetzlich vereinbart.

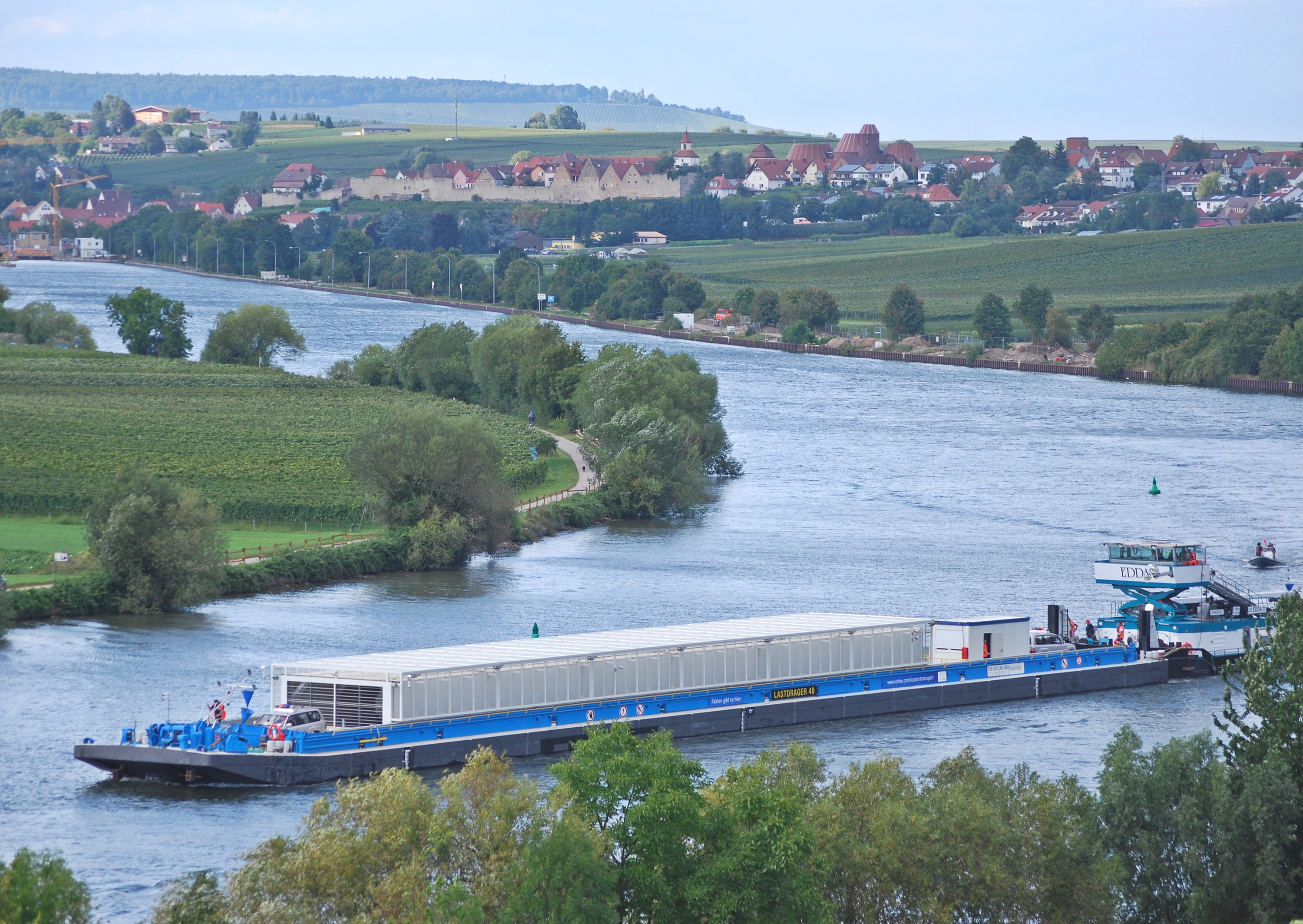
Transportschiff mit drei CASTOR-Behältern aus Obrigheim kurz vor der Ankunft in Neckarwestheim (2017)

Nachdem es die Reststrommenge erzeugt hatte, wurde das KWO am 11. Mai 2005 um 7:58 Uhr abgeschaltet.

### Rückbau
Der Rückbau begann Ende 2007, der vollständige Abbau der Anlage sollte nach dem ursprünglichen Zeitplan 2020 abgeschlossen sein und wurde (Stand 2012) mit Kosten von rund 600 Millionen Euro veranschlagt. Bezahlt wird der Rückbau aus Rücklagen, die der Betreiber laut eigenen Angaben in Höhe der absehbaren Kosten gebildet hat. Die abgebrannten Brennelemente, die sich noch in einem Nasslager des KWO befanden, wurden 2017 per Schiff nach Neckarwestheim transportiert.
Ende 2011 klagten Anwohner wegen mangelnder Transparenz gegen den Rückbau des Reaktors und reichten im April 2012 einen Eilantrag für eine Unterbrechung ein. Die Klagen wurden im September 2012 abgewiesen, da nach Meinung des Verwaltungsgerichtshofs Baden-Württemberg (VGH) ein schneller Rückbau die Interessen der Kläger überwiegen würde.
Am 21. August 2015 wurde der Reaktordruckbehälter ausgebaut. Am 27. Juli 2016 meldete die EnBW, dass die Zerlegung des Reaktordruckbehälters abgeschlossen wurde. Im April 2018 wurde der vierte und letzte Abbauschritt (der Abbau von restlichen Systemen und Anlagenteilen, beispielsweise Teile der Lüftungssysteme, Lastenaufzüge oder Teile einer großen Materialschleuse) genehmigt.
Der Rückbau der atomrechtlich relevanten Anlageteile sollte ursprünglich um 2025 endgültig abgeschlossen sein. Der komplette Rückbau soll Ende 2030 abgeschlossen sein.

### Stromleitung zum Kraftwerk
Der im Kernkraftwerk Obrigheim erzeugte Strom wurde über eine einzige Hochspannungsleitung zum Umspannwerk Hüffenhardt abgeführt. Diese verfügt über vier Stromkreise: zwei für 220 kV und zwei für 110 kV, wobei die Stromkreise für 110 kV auf den Masten, die über drei Traversen verfügen, in Einebenenanordnung auf der untersten Traverse und die Stromkreise für 220 kV auf den beiden obersten Traversen angeordnet sind.
Eine Besonderheit dieser Hochspannungsleitung ist, dass im Spannfeld zwischen den Masten Isolatoren zwischen den Leiterseilen angebracht sind, um Kurzschlüsse und Überschläge bei starkem Wind zu verhindern.

### Meteorologische Messmasten

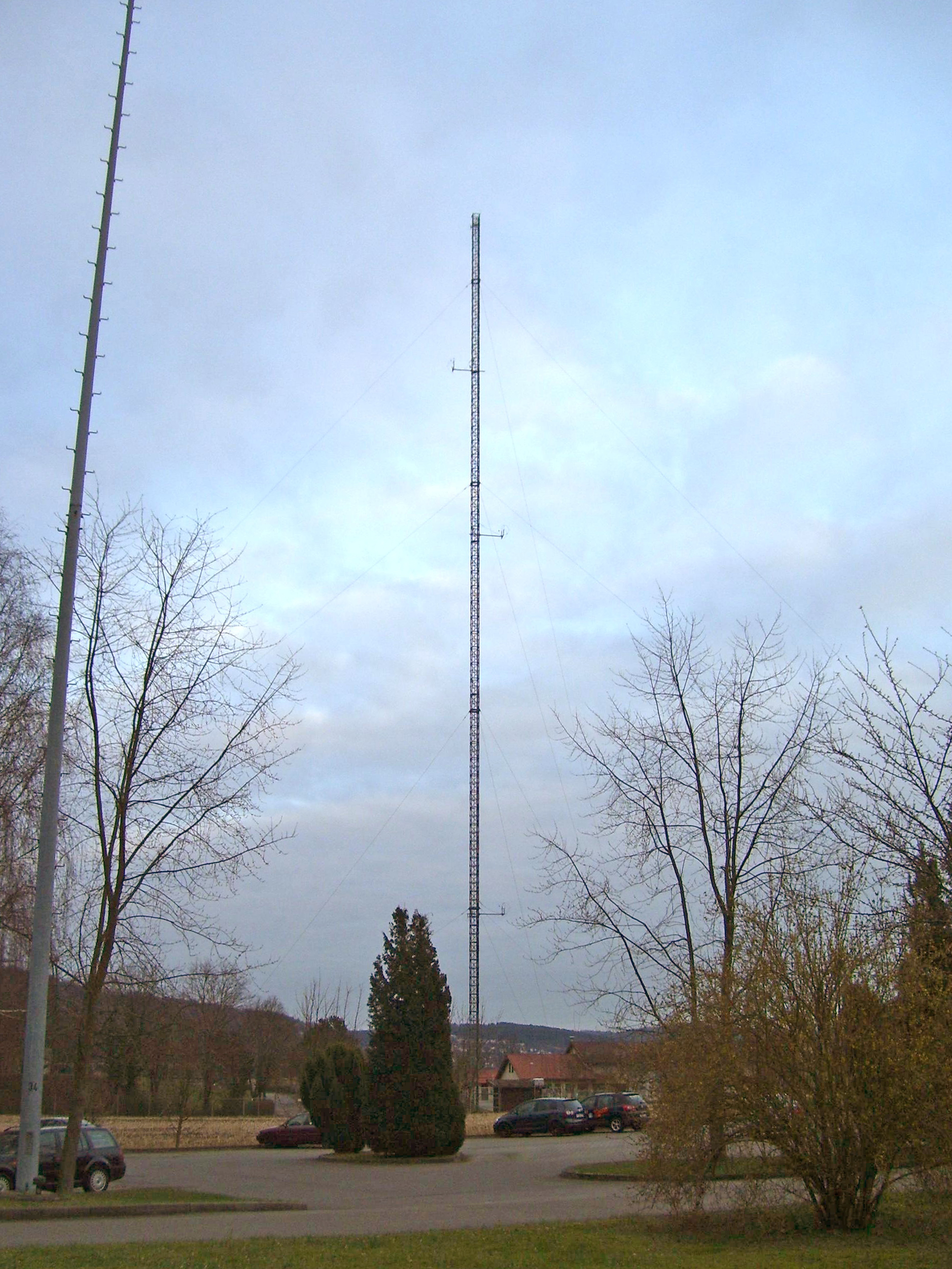
Meteorologischer Messmast beim Kernkraftwerk Obrigheim (2008)

Zur Anlage gehörten ursprünglich zwei meteorologische Messmasten, die beide als abgespannte Stahlfachwerkmasten ausgeführt sind. Einer dieser Messmasten wurde 1977/78 östlich von Asbach, südlich des Industriegebiets TECHNO, errichtet. Im Frühjahr 2001 wurde dieser 169 Meter hohe Mast durch Sprengung abgerissen. An seiner Stelle steht heute ein Mobilfunkturm in Fertigbetonbauweise.
Der zweite 99 Meter hohe Messmast unmittelbar neben dem Kraftwerk wurde 1962 im Auftrag des Landes Baden-Württembergs von der Landesanstalt für Umwelt, Messungen und Naturschutz (LUBW) errichtet und ist nach wie vor in Betrieb. Messergebnisse werden auf der LUBW-Homepage online dokumentiert.

## Daten des Reaktorblocks
Das Kernkraftwerk Obrigheim hat einen Kraftwerksblock:
| Reaktorblock    | Reaktortyp         | Siemens-Baulinie          | elektrische Nettoleistung | elektrische Bruttoleistung | thermische Reaktorleistung | Baubeginn     | Netzsyn- chronisation | Kommer- zieller Betrieb | Abschal- tung |
| --------------- | ------------------ | ------------------------- | ------------------------- | -------------------------- | -------------------------- | ------------- | --------------------- | ----------------------- | ------------- |
| Obrigheim (KWO) | Druckwasserreaktor | 1. Generation Siemens DWR | 340 MW                    | 357 MW                     | 1.050 MW                   | 15. März 1965 | 29. Okt. 1968         | 31. März 1969           | 11. Mai 2005  |